# Абалаково (Абалаковское сельское поселение)
Абалаково — село в Енисейском районе Красноярского края России. Административный центр сельского поселения Абалаковский сельсовет.

## История
Основано на реке Енисей как казачья заимка в начале XVIII века. Вскоре в деревне строится церковь и Абалаково получает статус села.
Во времена РСФСР село являлось центром лесной промышленности; производство растительных волокон и бумаги. Абалаково было конечной остановкой железнодорожной ветки от Ачинска. Некоторое время село являлось рабочим посёлком.

## Население
| 2010 |
| ---- |
| 1451 |

## Инфраструктура
Внутреннее деление
В селе имеется 20 улиц, центральная из них - Советская.
Жилой массив "Абалаковский". Квартал застроен двухэтажными панельными и деревянными домами.
Средняя общеобразовательная школа, детский сад, больница, культурный центр.
Также в Абалаково находится детский дом, в котором оборудована сенсорная комната, подаренная детским фондом ООН в рамках реализации международного проекта «Улыбка ребёнка». На открытии присутствовала глава российского представительства ЮНИСЕФ Галина Титова — дочь космонавта Германа Титова.